# كسر مستمر معمم
في التحليل العقدي، فرعا من الرياضيات, كسر مستمر معمم هو تعميم للكسور المستمرة الاعتيادية حيث تأخذ مقاماته وبسوطه قيما حقيقية أو عقدية ما.
يأخذ الكسر المستمر المعمم الشكل التالي:
{\displaystyle x=b_{0}+{\cfrac {a_{1}}{b_{1}+{\cfrac {a_{2}}{b_{2}+{\cfrac {a_{3}}{b_{3}+{\cfrac {a_{4}}{b_{4}+\ddots \,}}}}}}}}}
حيث تسمى الأعداد an بسوطا جزئية وتسمى الأعداد bn مقامات جزئية. بالنسبة للكسور المستمرة الاعتيادية، تكون البسوط الجزئية كلها مساوية ل 1.